# Ejido Carrizal Viejo
Ejido Carrizal Viejo är en ort i Mexiko.   Den ligger i kommunen Pantepec och delstaten Puebla, i den sydöstra delen av landet, 180 km nordost om huvudstaden Mexico City. Ejido Carrizal Viejo ligger 194 meter över havet och antalet invånare är 602.
Terrängen runt Ejido Carrizal Viejo är kuperad åt sydväst, men åt nordost är den platt. Ejido Carrizal Viejo ligger nere i en dal. Runt Ejido Carrizal Viejo är det ganska tätbefolkat, med 62 invånare per kvadratkilometer. Närmaste större samhälle är Pisaflores, 10,9 km nordväst om Ejido Carrizal Viejo. Omgivningarna runt Ejido Carrizal Viejo är en mosaik av jordbruksmark och naturlig växtlighet.